# 尺土站
尺土站（日语：／ Shakudo eki */?）是位於奈良縣葛城市尺土，近畿日本鐵道（近鐵）的車站。在車站編號中，南大阪線為「F23」，長野線為「P23」。

## 歷史
- 1929年（昭和4年）3月29日 - 大阪鐵道（日语：大阪鉄道 (2代目)）古市至久米寺（現時為橿原神宮前）之間開業，此站啟用[1]。
- 1930年（昭和5年）12月9日 - 南和電氣鐵道尺土至南和御所町（現時為近鐵御所）之間開通，車站成為轉乘站[1]。
- 1943年（昭和18年）2月1日 - 關西急行鐵道與大阪鐵道合併，成為關西急行鐵道和南和電氣鐵道的車站[1]。同時，舊大鐵線改名為天王寺線。
- 1944年（昭和19年）
  - 4月1日 - 關西急行鐵道與南和電氣鐵道合併[1]。同時，舊南和電鐵線改名為御所線[1]。
  - 6月1日 - 關西急行鐵道與南海鐵道（為南海電氣鐵道的前身）合併，成為近畿日本鐵道的車站。同時，天王寺線改名為南大阪線[1]。
- 1995年（平成7年） - 跨站式站房落成，閘口遷移至跨站式站房上，新設南出口。
- 1999年（平成11年）3月16日 - 成為特急停車站。
- 2007年（平成19年）4月1日 - 車站可以使用PiTaPa[2]。

## 車站構造
車站設有2面4線可待避的島式月台。車站為設有跨站式站房的地面車站。月台可容納8卡車廂。設有1處閘口。在古市方向設有側線，讓御所線列車折返之用，同時在繁忙時間讓來自橿原神宮前的列車折返之用。
直至1994年前，車站為2面3線國鐵型配線（下行方向為1面1線，上行方向為1面2線），當時上下行線的緩急連接與特急待避設有特別的情況。下行本線為下行普通列車，上行本線為下行急行列車，上行待避線為上行準急列車，下行列車的緩急連接需要使用站內平交道進行，在急行出發後，上行特急班次便會通過此站。當時車站大堂位於車站北邊近橿原神宮前一方（沒有自動閘機），下行方向月台設道斜道，透過站內平交道連接上行方向月台。

### 月台
| 月台 | 路線                             | 上下行 | 方向                                |
| ---- | -------------------------------- | ------ | ----------------------------------- |
| 1・2 | 南大阪線                         | 下行   | 橿原神宮前、吉野方向                |
| 1・2 | 御所線                           | -      | 御所方向                            |
| 3・4 | 南大阪線                         | 上行   | 古市、大阪阿部野橋方向 河内長野方向 |
| 3・4 | （行駛於御所線內列車的下車月台） |        |                                     |

直通至御所線的南大阪線直通列車會在1、2號月台出發，在每日早上的列車限定在4號月台出發（在2018年3月17日時間表修正時）。

### 配線圖
| ← 古市、 大阪阿部野橋 方向 | 近畿日本鐵道 尺土站 鐵道配線略圖 | → 橿原神宮前 、吉野站 方向 |
| | ↓ 御所方向                       |                            |
| 图例 参考文献：川島令三，『【図説】日本の鉄道 東海道ライン 全線・全駅・全配線 第9巻 奈良・東大阪』 ISBN 978-406-270019-1，15頁，講談社，2009 |                                  |                            |

## 特徴

### 停站列車
- 包含特急在內，所有定期旅客列車均停此站，區間急行橿原神宮前方向從此站起各站停車[4]。
- 南大阪線古市站至橿原神宮前站之間，為唯一可待避的車站，因此有許多特急、急行與準急、普通列車在此站進行緩急連接[4]。
- 在早上和黃昏後，設有數班普通列車來往此站至橿原神宮前站之間[4]。

### 設備、營業上
- 由高田市站管理的有人車站。
- 車站設有可使用PiTaPa、ICOCA的自動閘機（日语：自動改札機）和自動補票機（日语：自動精算機）（可支援回數（日语：回数乗車券）卡及IC卡，以及IC卡增值功能）。
- 車站設有櫃臺售賣特急票及定期票[5]。也設有特急票專用的自動售票機[5]。

## 使用狀況
以下列出近年來1日中上下車人次：
- 2018年11月13日：4,348人
- 2015年11月10日：4,326人
- 2012年11月13日：4,345人
- 2010年11月9日：4,406人
- 2008年11月18日：4,725人
- 2005年11月8日：4,975人

## 車站周邊
車站周邊為幽靜的住宅區。
- 長尾神社（日语：長尾神社）（歩行10分鐘）
- 新庄疋田郵局
- 南都銀行（日语：南都銀行）尺土分店
- 國道166號（日语：国道166号）
- 國道168號（日语：国道168号）

### 巴士路線
葛城市社區巴士
在車站南出口設有尺土站南口巴士站。
- 環狀線路線
- 迷你巴士B　長尾、疋田路線

此外
- 在此站東北方350m，國道166號尺土路口附近，設有尺土站巴士站（環狀線路線停車站）。
- 在此站東邊沿河川東北約300m，設有尺土公民館巴士站（迷你巴士B 長尾、疋田路線停車站）。

大和高田市社區巴士
- 在此站東北方400m，國道166號尺土路口北邊，設有市場南口巴士站（西部線停車站）。

## 相鄰車站
近畿日本鐵道
 南大阪線
- □特急停車站

■急行、■區間急行（區間急行在此站起，在高田市方向中各站停車）
古市（F16）－尺土（F23）－高田市（F24）
■準急、■普通
磐城（F22）－尺土（F23）－高田市（F24）
- 在橘子收成季節，急行列車將臨時加停上之太子站。在牡丹開花的季節時，部分急行列車將臨時加停二上神社口站和當麻寺站。

 御所線（線內全部列車各站停車）
■準急、■普通
（南大阪線磐城－）尺土（F23）－近鐵新庄（P24）
- 在假期時，部分南大阪線急行列車直通至御所線，並在線內各站停車。

## 注腳
1. 1 2 3 4 5 6  曾根悟（監修）. . 朝日百科週刊. 3號 近畿日本鐵道 2. 朝日新聞出版. 2010-08-29: 26–27. ISBN 978-4-02-340133-4.
2. ↑   (pdf) (新闻稿). 近畿日本鐵道. 2007-01-30  [2016-03-05]. （原始内容存档 (PDF)于2016-08-07）.
3. ↑  駅掲出時刻表 - 尺土駅 （页面存档备份，存于） 近畿日本鐵道
4. 1 2 3  近鐵時間表2018年3月17日時間表修正號，p.232 - p.258・p.388 - p.413
5. 1 2  近鐵時間表2018年3月17日時間表修正號，p.70 - p.87
6. ↑  南大阪線 一日乗降人員（調査日:平成30年11月13日〔火〕） （页面存档备份，存于） - 近畿日本鐵道

## 外部連結
- 尺土 - 近畿日本鐵道
- 葛城市社區巴士 （页面存档备份，存于）（日語）
- 大和高田市社區巴士 （页面存档备份，存于）（日語）